# 벨로나 2
벨로나 2는 대한민국의 오재준이 제작한 32비트 운영 체제이다. 오재준은 개인적인 흥미로 어셈블리어를 통해 BOS(Basic Operating System)를 제작했으나 수많은 문제점이 있어 실패하고 마이크로소프트사의 비주얼 C++으로 새롭게 운영 체제를 제작하고 커널의 이름을 "벨로나 2"라고 지었다. 벨로나 2는 컴파일러의 특성상 PE 포맷을 기반으로 하고 있다.

## 구현 특징
- 인텔 32비트 보호 모드. V86 태스크 지원
- 4기가바이트 메모리 지원. 커널 메모리 공간 보호
- 멀티 프레서스 / 멀티 스레드
- 공유 메모리, 세마포어, 메시지, 신호, 이벤트의 IPC
- 심볼릭 커널 디버거
- PE 포맷으로 작성된 응용 소프트웨어
- FAT12, FAT16, FAT32, Ext2 파일 시스템
- 공유 라이브러리 동적 적재
- 바이오스 독립적인 하드웨어 호출
- 직렬 포트를 이용한 원격 콘솔
- 수학 라이브러리와 표준 C 라이브러리
- 이미지 라이브러리 (별도로 로딩되는)
- 모듈 압축
- GUI 지원 (반 투명 윈도, 기본 컨트롤)

## 라이선스
- 바이너리 배포는 처음 다운로드된 파일 형태 그대로 배포하여야 하며 다운로드 및 가입에 금품을 요구하는 사이트에 업로드할 수 없다.
- 상업적인 용도로 사용할 수 없다.
- 소스 코드는 《OS 제작의 정석》, 《OS 제작의 원리》의 이해를 위해서만 사용하여야 한다.
- 소스 코드 사용에 있어 법률 및 사회 통념에 위배되는 행위는 금지된다.